# Espionatge
L'espionatge és una activitat clandestina adreçada a obtenir informació de caràcter confidencial d'individus, organitzacions o estats, per a treure'n benefici polític, econòmic o militar.
L'espionatge pot ser promogut per una organització pública o privada. Amb tot, el terme s'acostuma a referir a l'activitat que realitzen els serveis d'intel·ligència estatals per obtenir-ne informació dels enemics, reals o potencials, amb finalitats militars o de seguretat. Quan l'espionatge el promouen les corporacions empresarials per a obtenir informació sobre el procés de producció, de comercialització o qualsevol altra part del funcionament d'una empresa competidora es coneix com a espionatge industrial.
La persona que realitza l'espionatge s'anomena agent o espia.

## Història

#### El món antic i l'edat mitjana
L'espionatge va ser una pràctica habitual a l'antiguitat. A l'antiga Babilònia, sota el regnat d'Hammurabi, les pràctiques d'espionatge consistien en infiltracions en les línies enemigues per conèixer els plans militars de l'enemic. Un informe dels arxius de la ciutat-estat mesopotàmica de Mari esmenta l'existència d'espies a la cort de Zimri-Lim, rei de la ciutat. També en l'època de l'imperi egipci existien xarxes d'espionatge. El mateix Ramsès II va ser enganyat pels beduïns quan el faraó volia envair la ciutat de Qadeix; els beduïns resultaren ser espies hitites que l'hi donaren informació falsa. Altrament, podem trobar accions d'espionatge al món grec, com apareixen descrites a la Ilíada durant la guerra de Troia, i també a les campanyes d'Alexandre el Gran contra els exercits perses d'en Darios III.Amb tot, és a la Bíblia que hi apareixen alguns dels primers testimonis escrits en què, de manera explícita, es parla obertament de l'ús d'espies. És el cas de Moisès i els dotze espies enviats a investigar la terra promesa de Canaan, dels quals només dos van complir la missió: en Josué i en Caleb.

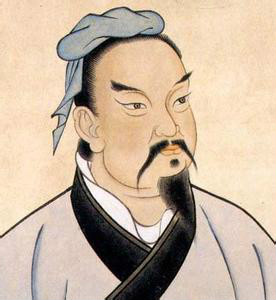
Representació de Sunzi, pensador xinès autor de lArt de la Guerra

De forma més analítica, al segle V aC, va ser al llibre l'Art de la Guerra, escrit pel pensador xinès Sunzi, en què s'atorgà a l'espionatge i la intel·ligència un paper central tant en la guerra com en la pau. Al capítol XIII del llibre, el pensador xinès assenyala: "La informació prèvia no pot obtenir-se de fantasmes ni esperits, ni per analogia ni càlculs. Ha d'obtenir-se persones; persones que coneguin la situació de l'enemic." Per poder complir aquest objectiu, en Sunzi especificà cinc tipus d'espies:
- Nadius: els contractats entre els habitants d'un indret.
- Interns: els contractats entre els funcionaris enemics.
- Agents dobles: espies captats entre les files enemigues.
- Liquidables: transmeten dades falses a l'enemic.
- Flotants: Van i venen duent informació.

De l'època romana, destaca l'episodi de la segona guerra púnica, en què el general Hannibal situà espies als campaments romans i a la mateixa ciutat de Roma. El general cartaginès va ser famós per l'habilitat en disfressar-se i també per la falsificació de documents. Als anys de Juli Cèsar hi havia correus militars, els speculatores, que s'encarregaven d'enviar informació d'intel·ligència. Va ser el mateix Juli Cèsar qui ideà l'encriptació dels missatges. Quan volia ocultar-ne un, substituïa la lletra per la tercera següent (p. ex. la D per la A). Aquest algorisme de substitució s'anomenà «la xifra del Cèsar».
A l'edat mitjana, durant l'expansió de la Inquisició, els estats europeus van excel·lir a obtenir informació contra els presumptes els heretges durant el procediment inquisitorial. Els serveis d'espionatge de la Inquisició comptaven amb veritables xarxes d'informació de gran abast, també internacional, amb l'objectiu de controlar la vida social dels ciutadans. Durant la vigència de la inquisició era freqüent fer seguiment dels llibres que s'editaven, el control dels serveis postals per interceptar cartes potencialment perilloses o la vigilància de persones a la cerca d'indicis de culpabilitat. Va ser, però, al Renaixement, quan l'espionatge occidental s'institucionalitzà amb l'establiment habitual d'ambaixades. Durant aquesta època, les ciutats-estat italianes van instaurar una xarxa d'ambaixadors que residien a les principals ciutats i capitals per recollir-ne informació. Tant és així que, a la Venècia renaixentista, l'any 1481, el Consell dels Deu va prohibir a tots els funcionaris del govern venecià contactar amb ambaixadors estrangers, i condemnava a pena de mort qui revelés secrets oficials. De fet, ni tan sols el Dux tenia accés lliure als registres d'informació.

#### Edat moderna
La institucionalització dels serveis d'informació es va consolidar definitivament als segles XVI i XVII. En aquesta època van ser habituals els càrrecs governamentals encarregats de la intel·ligència de l'estat. Així, sota el regnat d'Isabel I d'Anglaterra (1558–1603), Francis Walsingham va ser nomenat secretari d'Afers Exteriors i Cap d'Intel·ligència. A cavall entre els segles XVII i XVIII, un cas a esmentar va ser el del famós novel·lista i periodista Daniel Defoe, l'autor de Robinson Crusoe. En Dafoe no només va espiar per al govern britànic de la reina Anna, sinó que també va desenvolupar una teoria de l'espionatge que prefigurà els mètodes moderns de l'estat policial.

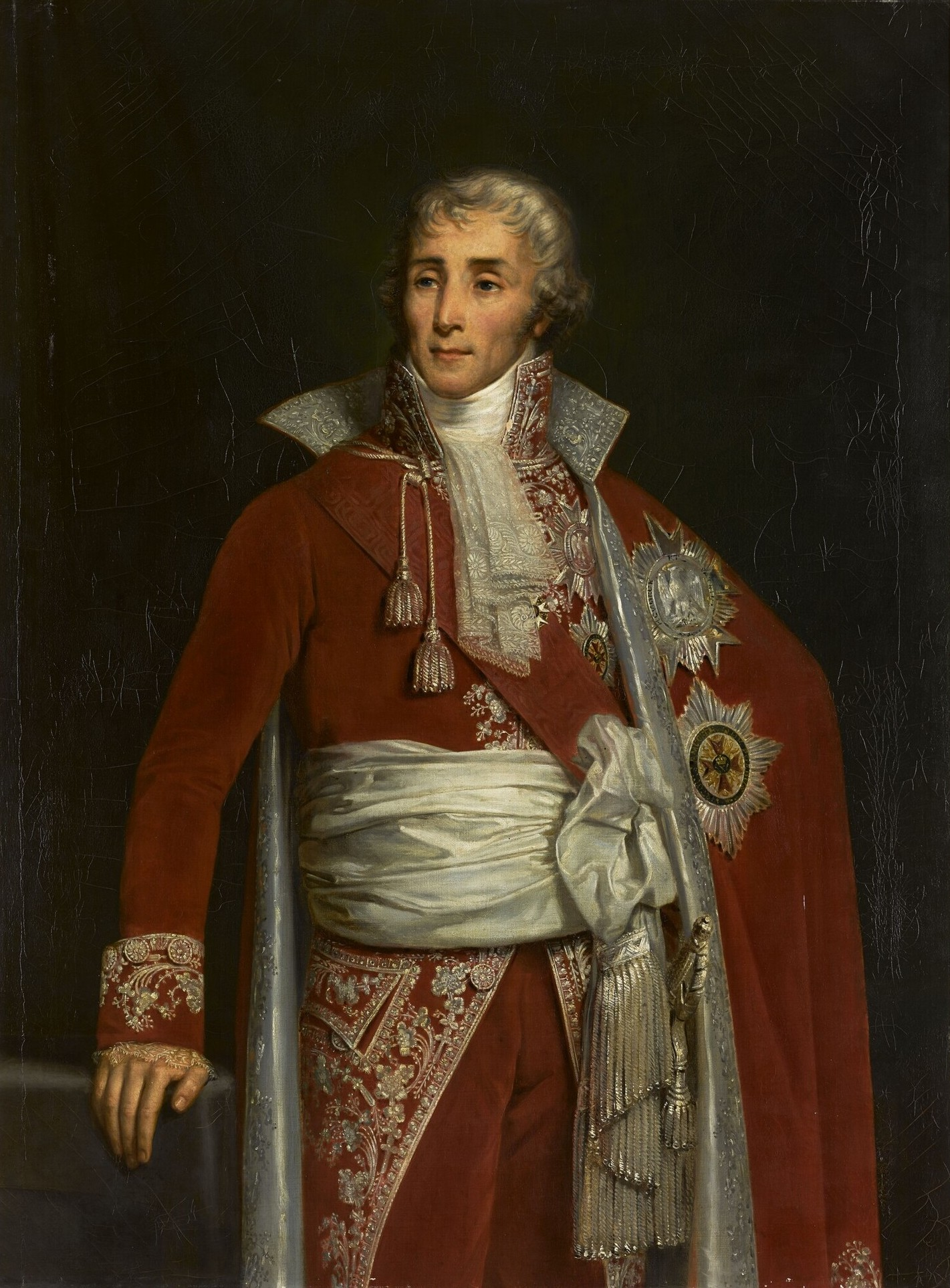
Joseph Fouché, polític i espia a la França de la Revolució.

La Revolució Francesa també va ser testimoni d'episodis rellevants vinculats a l'espionatge. Un cas paradigmàtic va ser Joseph Fouché. En Fouché fou un polític nascut Nantes que va ser nomenat ministre de la Policia el 1799. Durant l'exercici del càrrec no només establí les bases de l'organització policial moderna, sinó que instaurà les xarxes d'espionatge. Així, va ser ell mateix qui comprà els serveis de Josefina de Beauharnais, esposa de Napoleó Bonaparte, per obtenir-ne informació sobre l'emperador. En Fouché fou un espia nat i un polític camaleònic, que canviava d'idees i conducta segons els vents del moment. Amb tot, va ser capaç de sobreviure al Directori de Robespierre, al cop d'estat de Napoleó i a la restauració monàrquica.
També al segle XVIII, durant la Revolució Americana, el mateix George Washington va ser molt conscient de la importància de l'espionatge per vèncer les tropes britàniques. Així, al Segon Congrés Continental de 1775, s'acordà la creació d'un comitè secret per a la intel·ligència interior, un comitè per al control de la correspondència i un comitè d'espies. Els soldats Nathan Hale i Benedict Arnold van assolir una considerable fama com a espies en aquells anys. Al segle XIX, durant la Guerra Civil estatunidenca, també van ser habituals les xarxes d'espionatge als dos bàndols confrontats.

#### Segle XX

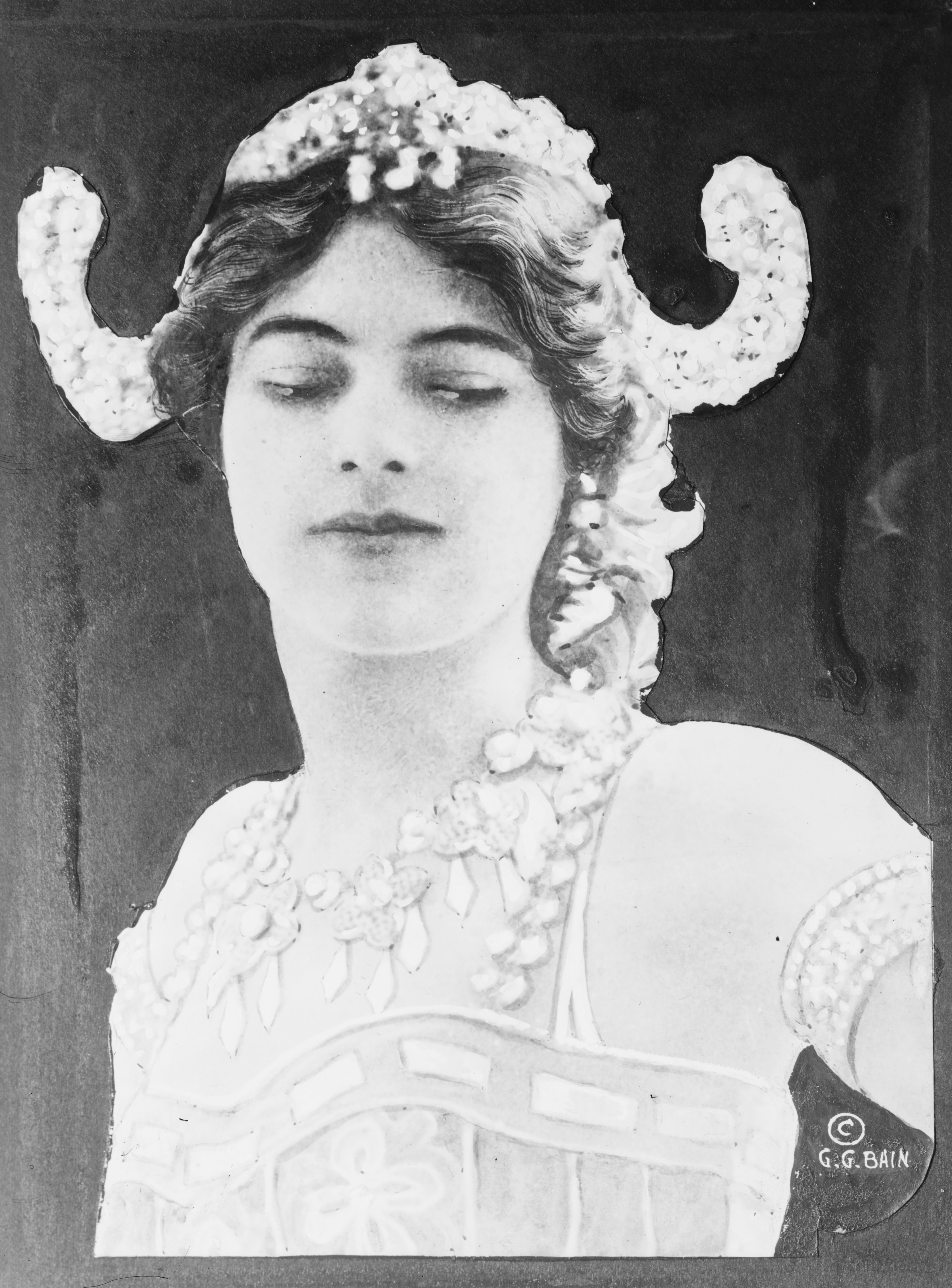
Mata-Hari, el 1917

Al segle xx, tot i que durant la Primera Guerra Mundial les grans potències ja tenien sistemes d'informació i intel·ligència, va ser a partir de la Segona Guerra Mundial i, especialment als anys de la Guerra Freda, que el món de l'espionatge assolí una cada cop més rellevància.
Dels anys de la Primera Guerra Mundial destaca el cas de l'espia d'origen neerlandès anomenada Mata-Hari, de nom real Margaretha Geertruida van Zelle. La Margaretha es va divorciar del capità Rudolph Mac-Leod i es dirigí a París el 1903. A la capital francesa va fer carrera com a ballarina exòtica, cosa que li facilità viatjar per moltes ciutats europees i fer-ne contacte amb influents prohoms de cada país. En esclatar la Gran Guerra fou captada com a agent alemanya per obtenir informació en França i se li assignà el nom en clau d'agent H-21. En tornar a París, Mata-Hari s'oferí al govern francès per treballar com a espia. Així, va ser enviada a Espanya per contactar amb l'agregat militar alemany, però els serveis secrets francesos van interceptar una comunicació en què l'Alt Comandament alemany afirmava que l'agent H-21 havia arribat a Espanya. El servei secret francès no trigà a adonar-se que "H-21" era realment Margaretha Geertruida van Zelle. Quan tornà a París, va ser acusada d'espionatge i condemnada a mort el 25 de juliol de 1917.
Abans de la Segona Guerra Mundial, Alemanya i el Japó imperial ja havien establert les seves xarxes d'espionatge. A l'altra banda de l'Atlàntic, el 1942, va ser fundada als Estats Units l'Oficina de Serveis Estratègics pel general William J. Donovan. No obstant això, el sistema britànic va ser la pedra angular de la intel·ligència aliada durant el conflicte bèl·lic. De fet, l'agència d'intel·ligència britànica, MI6 o SIS (Secret Intelligence Service), havia estat creada a començaments de segle, si bé des dels anys vint havia posat el focus sobre la potencial expansió de la Rússia comunista i no en l'Alemanya nazi. En esclatar la guerra, els dos bàndols en conflicte van fer servir l'espionatge i la desinformació com una part fonamental de la seva estratègia. Algunes de les operacions dutes a terme durant la Segona Guerra Mundial en què s'utilitza l'espionatge i la informació secreta són:
- Agent Ciceró. Era el nom en clau d'un espia alemany infiltrat en l'ambaixada britànica a Turquia.
- Operació Ruthless. Tenia l'objectiu de fer-se amb els codis encriptats de la màquina alemanya Enigma. Al capdavall, aquesta operació només es va planificar, però no es dugué a terme.
- Operació Micemeat. Va aconseguir l'objectiu d'enganyar l'Alt Comandament alemany i fer-lo canviar d'objectiu a la Mediterrània, afavorint la invasió de Sicília pels aliats.
- Operació Fortitude: Els aliats volien confondre els alemanys, fent-los pensar que el desembarcament final aliat es faria a Calais en comptes de les platges de Normandia. En aquesta operació hi col·laborà l'agent doble Garbo, qui era realment un espia d'origen català anomenat Joan Pujol Garcia.

Des del final de la Segona Guerra Mundial, l'espionatge va créixer a l'ombra de la Guerra Freda entre els Estats Units i l'antiga URSS, protagonitzat pels respectius serveis secrets: la CIA i el KGB. Als Estats Units, la Llei de Seguretat Nacional de 1947 va permetre la creació de l'Agència Central d'Intel·ligència (CIA) per coordinar els serveis d'intel·ligència i l'Agència de Seguretat Nacional per a la investigació de codis i comunicacions electròniques.

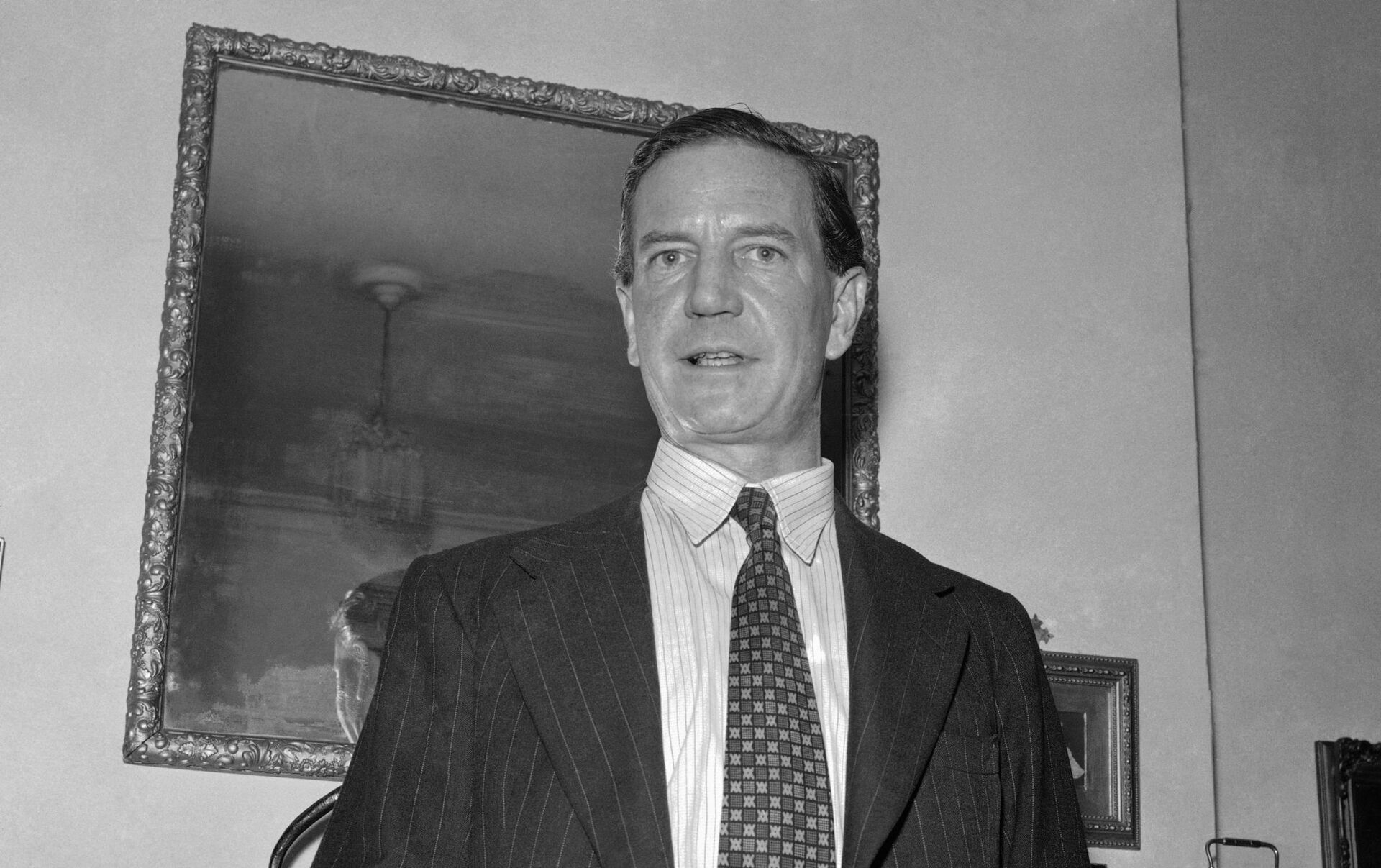
Harold "Kim" Philby. El famós talp del KGB al servei secret britànic.

Durant la Guerra Freda, els casos d'espionatge van ser nombrosos,  molts d'ells relacionats amb l'espionatge nuclear. En aquest període, molts funcionaris d'intel·ligència soviètics van desertar a occident, incloent-hi el general Walter Krivitsky, Víctor Kravchenko, Vladímir Petrov, Peter Deriabin o Pawel Monatel. Hi destaca el cas del coronel Oleg Penkovsky, qui l'any 1962 alertà Occident que l'URSS estava instal·lant míssils nuclears a Cuba, donant inici a l'anomenada crisi dels míssils cubans. També entre els funcionaris occidentals va haver-hi sonades desercions. Un dels casos més rellevants va ser el dels anomenats "Apòstols" o el "Quintet de Cambridge", un grup d'intel·lectuals format per cinc importants agents soviètics: Harold "Kim" Philby, oficial britànic d'enllaç amb la intel·ligència nord-americana a Washington i posterior director adjunt de l'MI6;  Donald D. Maclean, un agent de l'MI6 britànic, i Guy Burgess, que fugí amb Maclean a Moscou el 1951; així com John Cairncross i Anthony Blunt, que serví a l'MI6 durant la guerra i acabà sent el Conservador de la Col·lecció d'Art Reial a Londres. També van ser conegudes les desercions d'Otto John, d'Alemanya Occidental, el 1954; i dels criptògrafs estatunidencs William H. Martin i Bernon F. Mitchell, el 1960. Un altre cas que aixecà força polseguera i tensà les relacions ruso-americanes va ser quan, el 1960, Francis Gary Powers, un pilot estatunidenc que volava en una missió de reconeixement amb un avió U-2 sobre la Unió Soviètica, va ser abatut i capturat. El 1962 es va produir un intercanvi d'espies: Francis Gary Powers per l'agent soviètic Rudolf Abel (de nom real Víliam Guénrijovich Fisher). Aquest incident acabà sent un reconeixement tàcit de l'espionatge com a eina de la política exterior d'ambdós països.
Als anys 1970 destacà un cas d'espionatge polític: l'escàndol Watergate. El 17 de juny de 1972, va ser assaltada l'oficina del Partit demòcrata estatunidenc, situada al complex Watergate a Washington D.C. Al capdavall, es va descobrir que el grup assaltant estava format per cinc agents de la CIA, comandat per James Walter McCord, qui era director de seguretat del comitè del president Richard Nixon. Les investigacions de l'FBI i, especialment, els reportatges dels periodistes Bob Woodward i Carl Bernstein al Washington Post, apuntaren al president Nixon com a últim responsable de l'incident. A conseqüència de l'escàndol, Richard Nixon dimití el 8 d'agost de 1974, després del procés d'impeachment.

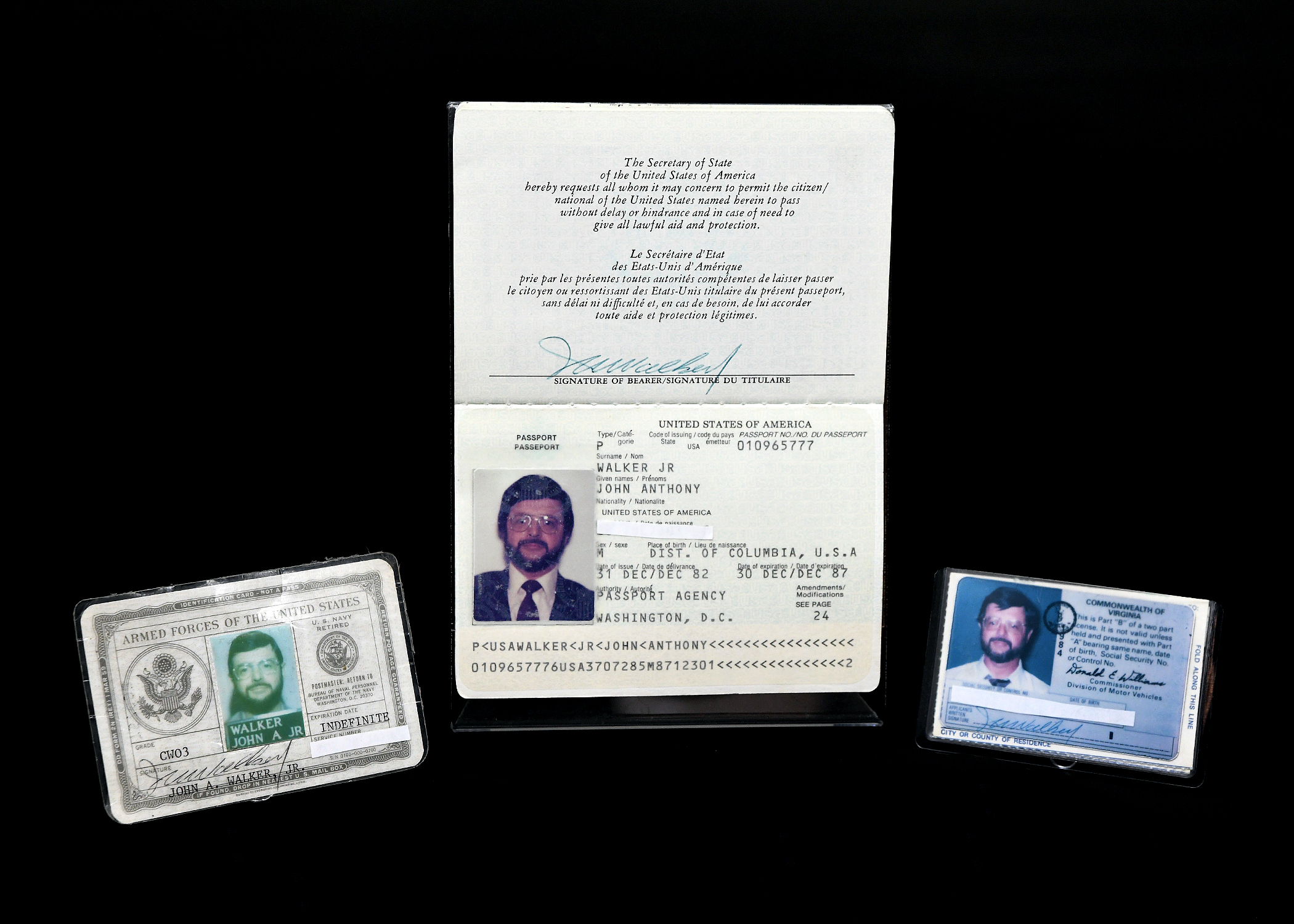
Documents de John Anthony Walker. Sotsoficial de la U.S. Navy que operà com a agent del KGB entre 1969 i 1985

A la dècada del 1980, amb el republicà Ronald Reagan a la Casa Blanca, s'enduriren les tensions amb el bloc comunista. De fet, Reagan veia un gran perill en la política expansionista de Iuri Andrópov, el seu homòleg al Kremlin. Així, les accions encobertes de la CIA van proliferar durant aquesta dècada, amb William Joseph Casey al comandament de l'agència d'intel·ligència. La CIA donà suport al moviment contrarevolucionari nicaragüenc per derrocar el govern sandinista, enviant una facció auxiliar de la CIA comandada per Oliver North, coronel dels Marines. Aquesta operació s'afegí a la venda d'armes per part dels Estats Units al govern de l'Iran durant la guerra Iran-Iraq; va ser l'anomenat «Irangate». Altrament, l'any 1985 va ser conegut com «l'any de l'espia» perquè es van destapar xarxes d'espionatge vàries a l'interior dels Estats Units. Així, el maig d'aquest mateix any fou arrestat el sotsoficial de comunicacions de l'Armada John Anthony Walker. De les investigacions resultà que sotsoficial havia estat servint al KGB des del 1969. En Walker va ser denunciat per la seva muller, atès que en la xarxa d'espionatge operava el mateix fill del matrimoni, en Michael Walker.

## L'espionatge al segle XXI

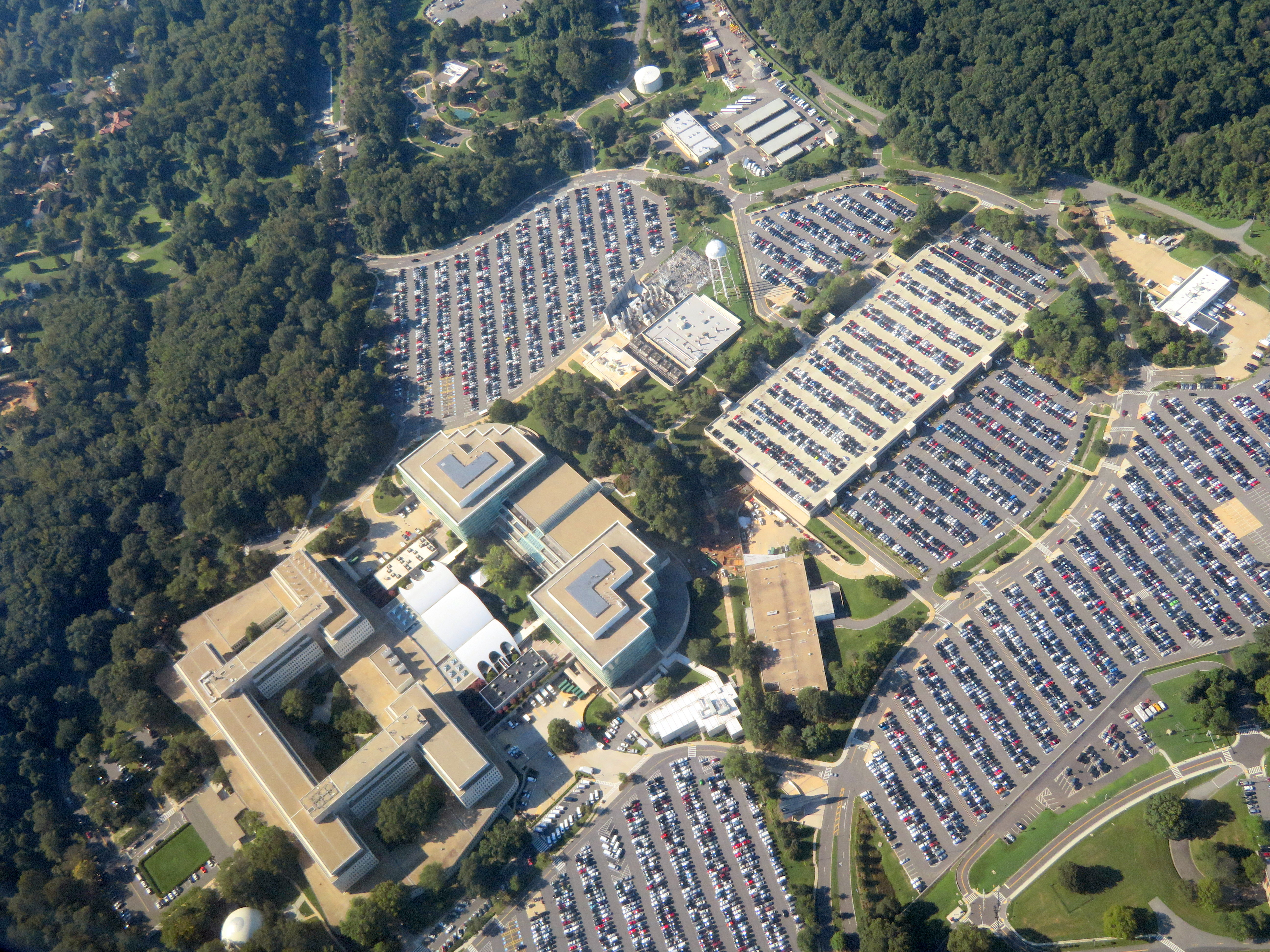
Vista aèria del quarter general de la CIA (any 2018)

Els atemptats de l'11 de setembre de 2001 a Nova York van canviar el paradigma dels serveis d'intel·ligència, superant la vella confrontació entre les grans potències nuclears. De fet, el nou paradigma heretà les dinàmiques de la Guerra Freda i les barrejà amb els aspectes més nocius de la globalització: l'expansió del terrorisme internacional, les màfies internacionals de la droga i la lluita pel control de les tecnologies de la informació i la comunicació.
Al segle XXI, les velles receptes de "captació" d'alts funcionaris dels serveis d'intel·ligència de l'enemic són cada cop menys habituals. Actualment, l'espionatge posa el focus en l'obtenció de dades crítiques sobre l'enemic, feina que duen a terme els analistes de sistemes i els experts en computació i telecomunicacions. L'any 2013, Bloomberg va informar sobre un grup de hackers xinesos que van llençar una campanya d'espionatge digital dirigida contra importants empreses estatunidenques com Microsoft. El rastreig del senyal informàtic va conduir a un edifici militar situat en Shanghai. El mateix any, diverses agències de notícies van informar que un altre grup de hackers xinesos s'havia fet amb més d'una dotzena de dissenys de sistemes d'armament dels Estats Units, incloent-hi el sistema Aegis de míssils balístics de defensa i els plànols del caça de combat F-35 Lightning II.
Davant d'aquests nous reptes, els serveis d'intel·ligència posen el focus en les noves formes d'amenaça. Per exemple, el servei britànic d'intel·ligència MI6 té establerts tres objectius principals: a) contra terrorisme: aturar els atacs terroristes contra el país en el mateix territori i en l'estranger; b) desactivació de les accions dels estats hostils i c) guerra cibernètica: defensar el país d'amenaces cibernètiques i de telecomunicacions. En la mateixa línia, l'MI5, l'agència de contraespionatge britànica, assenyala les principals amenaces a les quals s'ha d'enfrontar:
- Robatori d'informació confidencial mitjançant espionatge o ciberatacs.
- Amenaces a la seguretat dels ciutadans, fins i tot mitjançant violència física o assassinats.
- Accions contra la prosperitat, els valors i la llibertat, amb possibles interferències dels processos democràtics i les seves institucions. Per exemple, a través de la influència coercitiva encoberta de figures polítiques i l'ús de la desinformació (difusió deliberada d'informació falsa o manipulada).
- Amenaces contra la informació industrial o comercial.
- Accés a informació crítica d'institucions acadèmiques i científiques.

#### Informació crítica
El comú denominador de l'espionatge actual és l'obtenció d'informació crítica per part d'un potencial enemic estranger, bé estatal o privat. Els principals tipus d'informació crítica i confidencial que poden ser objecte d'espionatge són:
| Tipus d' Informació crítica | Definició | Objectius del país o organitzacio enemiga                                                          |
| --------------------------- | --- | -------------------------------------------------------------------------------------------------- |
| Informació empresarial      | Informació sobre productes i projectes empresarials. Les potencials indústries objectiu poden ser: empreses de materials avançats, de biotecnologia o d'intel·ligència artificial. | Accelerar les seves pròpies capacitats tecnològiques o augmentar el seu avantatge militar.         |
| Informació acadèmica        | Investigació acadèmica en ciència, tecnologia, enginyeria i matemàtiques, tecnologies de doble ús, tecnologies emergents i altres àrees sensibles comercialment.                   | Millorar la investigació en les pròpies capacitats tecnològiques o militars.                       |
| Informació política         | Informació confidencial governamental o política, incloses les posicions de negociació, informació econòmica sensible i detalls de l'evolució de les polítiques públiques.         | Obtenir avantatges en àrees com les relacions internacionals i les operacions d'intel·ligència.    |
| Informació militar          | Informació tècnica sobre armament, situació de les tropes o informació sobre sistemes i estratègies de defensa.                                                                    | Trobar punts febles en els sistemes de defensa per llançar atacs sorpresa.                         |
| Activitats dels dissidents  | Situació i ubicació de persones residents en el país que són perseguides per raó de les seves creences polítiques, religioses o d'altre tipus per agents del país d'origen.        | Obtenció d'informació, intimidació o fins i tot amenaces físiques greus, inclosos els assassinats. |

## Tipus d'espies
Un agent (també espia o actiu) pot definir-se com un individu reclutat i entrenat per a executar activitats clandestines per a una organització d'intel·ligència o de seguretat. En funció dels objectius, el context, el comportament o les eines que fa servir per obtenir informació, els agents d'espionatge poden classificar-se en:
| Tipus d'espia    | En anglès               | Definició |
| Actiu            | Asset                   | Persona que espia dins del seu propi país en favor d'una organització d'intel·ligència estrangera. Per exemple, un ciutadà rus que espia a Rússia contractat per la CIA. |
| Oficial del Cas  | Case Official o Handler | El responsable de detectar, avaluar, desenvolupar, reclutar i tractar clandestinament ciutadans estrangers que tenen accés a la intel·ligència estrangera vital. |
| Cap d'Estació    | Chief of Station        | El responsable de cada una de les seus de les centrals d'intel·ligència situades en països estrangers aliats. Per exemple, el cap d'estació de la CIA a Berlín. |
| Dangle           | Dangle                  | Una persona que es fa accessible a una agència d'intel·ligència estrangera amb la intenció de ser reclutada per aquesta i treballar després com a agent doble al seu país d'origen. |
| Desertor         | Defector                | Algú que té un gran valor estratègic d'intel·ligència i que s'ofereix a treballar per a un servei d'intel·ligència estranger a canvi d'obtenir asil. |
| Agent doble      | Double Agent            | Un agent que treballa inicialment per a un servei d'intel·ligència, però que després s'ofereix voluntari per a una agència d'intel·ligència estrangera, o bé és reclutat per una agència d'intel·ligència estrangera, sovint a canvi de diners, amb el propòsit d'alimentar la desinformació de l'agència original o de passar informació. |
| Agent triple     | Triple Agent            | Un agent que treballa per a tres serveis d'intel·ligència, però que normalment només és lleial a un. O bé, dit d'un espia que pretén ser un agent doble per a un servei, però que en realitat és un agent doble per a l'altre servei. |
| Talp             | Mole                    | Un agent d'un servei d'intel·ligència d'un país que aconsegueix introduir-se i treballar en una agència d'intel·ligència estrangera amb la finalitat d'obtenir informació i transmetre-la a l'altre bàndol. |
| Agent Dorment    | Sleeper                 | Un agent o espia que viu com a ciutadà normal a un país estranger i només actua si ho indica la seva agència d'origen. |
| Passavolant      | Walk-in                 | Un actiu potencial que ofereix informació a un servei d'intel·ligència estranger entrant a les instal·lacions oficials d'aquest servei. |
| Agent Provocador | Agent Provocateur       | Un agent que anima o influeix en algú per a cometre un delicte. |

## Annex: L'argot dels espies[23]
| Paraula argot          | En anglès               | Definició |
| ---------------------- | ----------------------- | --- |
| Àlies                  | Alias                   | Un nom fals utilitzat per ocultar-ne la identitat d'un agent o una altra persona. |
| Intel·ligència total   | All-source intelligence | Productes d'intel·ligència, organitzacions i activitats que incorporen totes les fonts d'informació recopilades, incloent-hi la intel·ligència de recursos humans (HUMINT), la intel·ligència d'imatges (IMINT), la intel·ligència de mesura i signatura (MASINT), la intel·ligència de senyals (SIGINT), la intel·ligència aeroespacial (GEOINT) i dades de codi obert (OSINT). |
| Blowback               | Blowback                | Conseqüències no desitjades, efectes secundaris o repercussions negatives que resulten d'una activitat d'espionatge. |
| Blown                  | Blown                   | Quan la identitat real o l'activitat clandestina d'un agent d'intel·ligència ha estat descoberta sense voler-ho. |
| Bona Fides             | Bona Fides              | Prova, normalment documental, que alguna cosa és real o genuïna. També la prova de la identitat real d'un oficial d'intel·ligència o d'un actiu. |
| Bug                    | Bug                     | Dispositiu d'escolta clandestí. |
| Burn Bag               | Burn Bag                | Bossa o recipient que s'utilitza per llençar material classificat i cremar-lo. |
| Xifrat                 | Cipher                  | Un sistema de comunicació elaborat mitjançant un algorisme. |
| Classificat            | Classified              | Informació que un govern considera que seria perjudicial per a la seguretat nacional si fos publicada i, per tant, requereix un cert nivell de protecció. L'accés a aquesta informació està restringit per llei a persones amb el nivell d'autorització de seguretat. |
| Compartimentació       | Compartmentalization    | Limitació de l'accés a la informació classificada segons les persones autoritzades. |
| Compromesa             | Compromised             | Quan una operació o la identitat un actiu estan a punt de ser descoberts. |
| Operació encoberta     | Covert Action           | Activitat que una agència d'intel·ligència duu a terme en altres països sense que siguin conegudes pel país amfitrió. |
| Dead Drop              | Dead Drop               | Un lloc secret on es poden deixar materials o dispositius d'ocultació perquè algú altre els recuperi. Sovint s'utilitza entre un oficial d'intel·ligència i el seu actiu o agent. |
| Desinformació          | Disinformation          | Difusió deliberada d'informació falsa o manipulada. |
| Alt secret             | Eyes-only               | Una designació que indica qui pot llegir un document específic i classificat. |
| Exfiltració            | Exfiltration            | Operació clandestina per treure un desertor (o un actiu) fora del seu país per evitar-ne la captura. |
| Falsa bandera          | False Flag              | Tergiversació deliberada dels motius o la identitat en una operació amb la intenció de semblar que ha estat executada per algú diferent. |
| Tapes i segells        | Flaps and Seals         | La feina d'obrir, llegir i tornar a tancar sobres o paquets clandestinament sense el coneixement del destinatari. |
| GEOINT                 | GEOINT                  | Intel·ligpencia Geoespacial o aeroespacial. L'anàlisi i la representació visual de les activitats relacionades amb la seguretat a la terra. Es produeix mitjançant una integració d'imatges, intel·ligència d'imatges i informació geoespacial. |
| Trampa de mel          | Honey Trap              | Agents homes o dones que utilitzen la seducció o el sexe amb el propòsit d'obtenir informació. És una tàctica practicada sovint per la Unió Soviètica durant la Guerra Freda. |
| HUMINT                 | HUMINT                  | Intel·ligència recollida de fonts humanes. És el mètode més antic per recopilar informació i, fins a la revolució tècnica de mitjans i finals del segle xx, va ser la font principal d'intel·ligència. |
| IMINT                  | IMINT                   | Intel·ligència recollida a partir d'imatges, que inclou: fotografia i video , sensors de radar i electroòptica. |
| Infiltració            | Infiltration            | Acció de traslladar secretament un agent o un actiu a una zona objectiu per obtenir informació secreta o dur a terme una operació clandestina. |
| Intel·ligència         | Intel·ligence           | Informació valuosa i secreta recopilada dins o fora del pais, que suposa una potencial amenaça per a la nació, la seva gent o les propietats. |
| Cicle d'Intel·ligència | Intelligence Cicle      | Un procés de cinc passos per recopilar informació i fer-la servir per a la comunitat d'intel·ligència o els responsables polítics. Els passos són: requisits, recollida, processament, explotació i difusió. |
| Kompromat              | Kompromat               | Terme utilitzat originalment per descriure el material compromès recollit per funcionaris russos o soviètics. També s'utilitza generalment per descriure material comprometedor recollit per a fer xantatge o per desacreditar i manipular algú. |
| Filtració              | Leak                    | Divulgació intencionada i no autoritzada d'informació classificada o sensible. |
| MASINT                 | MASINT                  | Una disciplina d'intel·ligència basada en la captura i mesura de les característiques intrínseques i components d'un objecte o activitat. Aquestes característiques permeten detectar i/o identificar l'objecte o activitat quan es trobi en el futur. |
| Micropunt              | Microdot                | Una imatge o text reduït a la mida d'un punt. D'aquesta manera, només algú que sàpiga on trobar-lo pot ampliar-lo i llegir el missatge o la imatge secreta. |
| One-Time pad           | One-Time pad            | Un algorisme criptogràfiat pràcticament irrompible, en què el text es combina amb una clau aleatòria i s'utilitza només una vegada per xifrar un missatge. Només l'emissor i el receptor tenen la clau per xifrar i desxifrar el missatge una sola vegada. |
| OSINT                  | OSINT                   | Informació disponible públicament que apareix en forma impresa o electrònica, com ara ràdio, televisió, diaris, revistes, Internet, xarxes socials, bases de dades comercials i vídeos, gràfics i dibuixos. |
| Obert                  | Overt                   | Quelcom fet obertament, no amagat ni secret. |
| Torçat                 | Rolled-up               | Quan una operació encoberta va malament i és atacada per les forces enemigues, provocant la detenció d'agents o materials. |
| Sabotatge              | Sabotage                | Destruir, obstruir o fer malbé el material d'algú per a obtenir un avantatge polític o militar. |
| Casa segura            | Safe-house              | Una casa, un apartament o qualsevol tipus d'immoble que s'utilitza per allotjar béns i persones de manera encoberta o per dur a terme reunions clandestines. |
| Neteja                 | Sanitize                | Eliminació o revisió de materials classificats en un document o informe per evitar la identificació de fonts d'intel·ligència i mètodes de recollida. |
| Secret                 | Secret                  | Designació que s'aplica a una informació classificada, la divulgació de la qual podria suposar perjudici pels interessos del país. |
| SCIF                   | SCIF                    | Una àrea, una sala, un grup d'habitacions o instal·lacions segures especialment construïdes per emmagatzemar, utilitzar, discutir i/o processar electrònicament informació classificada. |
| SIGINT                 | SIGINT                  | La recollida i l'explotació de senyals transmesos des de sistemes de comunicació, radars i sistemes d'armes. |
| Vessament              | Spill                   | Transferència no intencionada d'informació classificada o sensible a sistemes, persones, aplicacions o mitjans no acreditats o no autoritzats. |
| Vigilància             | Surveillance            | Observació visual sistemàtica, per qualsevol mitjà, d'un individu o individus concrets sense el seu coneixement. |
| Top Secret             | Top Secret              | Classificació que s'aplica a un determinat tipus s'informació, la divulgació de la qual podria causar danys als interessos nacionals. |
| Feina                  | Tradecraft              | Les tècniques i mètodes utilitzats en el treball d'intel·ligència; bàsicament el conjunt d'habilitats dels oficials d'intel·ligència i els actius. "Fer bona feina" (practicing good tradecraft). |
| Batalla de ments       | Mind Battle             | Estratègia antiterrorista de guanyar-se la simpatia de la gent afectaca per la violència, amb l'objectiu que els ciutadans recolzin o legitimin determinades polítiques. |
| Bomba bruta            | Dirty Bomb              | Artefacte que combina explosius convencionals amb material radioactiu. |
| Cigne Negre            | Black Swan              | Un fet molt improbable amb conseqüències impredictibles. Per exemple, els atemptats de l'11-S, un ciberatac que colapsés les centrals d'energia, etc. |

## Annex: Principals agències d'Intel·ligència del món
| Pais           | Agències |
| -------------- | --- |
| Estats Units   | CIA - Agència Central d'Intel·ligència DOD - Department de Defensa DHS - Department de la Seguretat Nacional FBI - Oficina Federal d'Investigación |
| Regne Unit     | MI6 - Sevei Secret d'Intel·ligència MI5 - Servei de Seguretat                                                                                      |
| Russia         | SFB - Servei Federal de Seguretat SVR - Servei d'Intel·ligència Exterior (Abans KGB) FSO - Servei Federal de Protecció                             |
| Xina           | MSS - Ministeri de Seguretat de l'Estat MPS - Ministeri de Seguretat Pública                                                                       |
| Israel         | MOSSAD - Institut d'Intel·ligència i Operacions Especials Xin Bet - Servei de Seguretat Interna                                                    |
| França         | Direcció General de la Seguretat Exterior |
| Alemanya       | Servei Federal d'Intel·ligència |
| Iran           | VEVAK - Ministeri d'Intel·ligència i Seguretat Nacional                                                                                            |
| Japó           | CIRO - Oficina d'Intel·ligència i Investigació del Gabinet                                                                                         |
| Jordània       | GID - Directori d'Intel·ligèencia General |
| Corea del Nord | RGB - Oficina General de Reconeixement MND - Ministeri de Defensa Nacional                                                                         |
| Sèrbia         | BIA - Agència d'Informació de Seguretat |
| Turquia        | MIT - Organització Nacional d'Intel·ligència |